# Гурами Вейланта
Гурами Вейланта (лат. Sphaerichthys vaillanti) — вид лабиринтовых рыб из семейства макроподовые (Osphronemidae). Относится к распространённым аквариумным рыбкам. Обитает на Калимантане. Самцы вынашивают икру во рту.

## Отличительные черты
Достигает длины 5—6 см. Вытянутое по форме тело, слегка приплюснуто с боков. Линия спины изогнута. Окраска тела самца шоколадно-коричневая, иногда на отблеск зеленоватая. На теле 5—6 светлых поперечных полос. Спинной и анальный плавники светло-коричневые с золотистой каймой. Хвостовой плавник прозрачный. Брюшные плавники вытянуты. В период нереста хвостовой плавник самца становится черно-коричневым, а грудь у самки красноватой. Самки намного ярче.

## Поведение
Занимают большую территорию. Самцы агрессивны и дерутся между собой, особенно в период нереста. В группе одна пара будет доминирующая.

## Содержание
Не рекомендуется для начинающих. В оформлении аквариума рекомендуется использовать яркие тона, чтобы компенсировать неяркую окраску этих гурами. Очень восприимчивый к болезням, особенно к паразитам.
- невысокий аквариум
- минимальный объём аквариума 40 л на пару. в маленьком объёме могут возникнуть столкновения между самцами.
- отсутствие сильного течения
- стабильность параметров воды
- Температура 26—30 °C
- жесткость воды dH до 10
- кислотность рН 6,5—7,5
- слабое освещение
- плавающие растения, заросли тенелюбивых растений на дне
- частая подмена воды
- живой корм[1]